# Öffentliche-Unternehmen-Steuerungs-Gesetz
Das liechtensteinische  Öffentliche-Unternehmen-Steuerungs-Gesetz  (ÖUSG) regelt die Steuerung und Überwachung öffentlicher Unternehmen im Fürstentum Liechtenstein (Art. 1 Abs. 1 ÖUSG).
Das Gesetz ist am 1. Januar 2010 in Kraft getreten.

## Motive
Das Gesetz dient der Sicherstellung der verfassungsmässigen Oberaufsicht der Regierung über die Körperschaften, Anstalten und Stiftungen des öffentlichen Rechts und der Gewährung der Rechtssicherheit sowie dem Schutz der Gläubiger, Arbeitnehmer und Personen mit Minderheitsbeteiligungen an öffentlichen Unternehmen (Art 1 Abs. 2 und 3 ÖUSG).
Durch die Schaffung des Öffentliche-Unternehmen-Steuerungs-Gesetz (ÖUSG) sollten verschiedene und langjährige Kritiken aus der Politik, der wissenschaftlichen Lehre und Praxis einer Lösung zugeführt werden, um die Führung, Kontrolle, Effizienz und Transparenz öffentlich beherrschter Unternehmen zukünftig zu verbessern (sog. Corporate Governance).
Der liechtensteinische Gesetzgeber war mit der Schaffung des Öffentliche-Unternehmen-Steuerungs-Gesetz (ÖUSG) auch bestrebt, den bisherigen verfassungswidrigen Zustand zu beheben. Gemäß Art. 78 Abs. 4 Landesverfassung besteht eine Verpflichtung für die Regierung, wenn zur Besorgung wirtschaftlicher, sozialer und kultureller Aufgaben durch Gesetz besondere Körperschaften, Anstalten und Stiftungen des öffentlichen Rechts errichtet werden, diese unter die Oberaufsicht der Regierung zu stellen. Dieser Verpflichtung war oder konnte die Regierung in den vergangenen Jahrzehnten teilweise nicht oder nicht vollumfänglich nachgekommen. Teilweise bestand auch in den vom Landtag erlassenen Gesetzen kein entsprechender Auftrag an die Regierung oder wurden solche Aufgaben vom Landtag selbst wahrgenommen oder an Dritte delegiert (vgl. zum Beispiel das Gesetz über die FMA Finanzmarktaufsicht Liechtenstein in der Fassung vor dem 1. Januar 2010).

### Unternehmensbeteiligungen des Fürstentums Liechtenstein
Im Jahr 2008 war das Land Liechtenstein an 25 inländischen Unternehmen maßgeblich beteiligt und beherrschte diese Unternehmen vollständig oder mehrheitlich:
Unternehmen - [Landesanteil in %] - (Grundkapital in CHF)
- Finanzmarktaufsicht [100 %] (2 Mio.)
- Int. Agentur für Bildungsangelegenheiten AIBA [100 %] (-)
- Kulturstiftung Liechtenstein [100 %] (30 Tsd.)
- Liechtensteinische Alters- und Hinterlassenen-Versicherung [100 %] (-)
- Verkehrsbetrieb LIECHTENSTEINmobil (VLM), früher: Liechtenstein Bus Anstalt [100 %] (-)[5]
- Liechtenstein Tourismus [100 %] (-)
- Liechtensteinische Familienausgleichskasse [100 %] (-)
- Liechtensteinische Gasversorgung [100 %] (34,9 Mio.)
- Liechtensteinische Invalidenversicherung [100 %] (-)
- Liechtensteinische Kraftwerke [100 %] (25 Mio.)
- Liechtensteinische Landesbank AG [58 %] (88,5 Mio.)
- Liechtensteinische Post AG [75 %] (3,75 Mio.)
- Liechtensteinische Rundfunkanstalt [100 %] (2,5 Mio.)
- Stiftung Erwachsenenbildung Liechtenstein [100 %] (100 Tsd.)
- Stiftung Hochschule Liechtenstein [100 %] (-)
- Stiftung Image Liechtenstein [66,7 %] (100 Tsd.)
- Stiftung Kunstmuseum Liechtenstein [100 %] (-)
- Stiftung Kunstschule Liechtenstein [100 %] (-)
- Stiftung Liechtensteinische Landesbibliothek [100 %] (-)
- Stiftung Liechtensteinische Musikschule [100 %] (-)
- Stiftung Liechtensteinischer Entwicklungsdienst [98 %] (50 Tsd.)
- Stiftung Liechtensteinisches Landesmuseum [100 %] (-)
- Stiftung Liechtensteinisches Landesspital [100 %] (-)
- Stiftung Pensionsversicherung für das Staatspersonal [100 %] (-)
- Telecom Liechtenstein AG [100 %] (40 Mio.)

## Anwendungsbereich
Das ÖUSG regelt die Steuerung und Überwachung öffentlicher Unternehmen durch das Land Liechtenstein.
Die Bestimmungen des ÖUSG finden jedoch nur dann Anwendung, wenn nicht durch ein spezielles Gesetz etwas anderes bestimmt ist (Art 3 ÖUSG).

## Strategieprozess und -abstimmung
Die liechtensteinische Regierung legt nach Rücksprache mit der strategischen Führungsebene der öffentlichen Unternehmen für jedes Unternehmen eine eigene Eigner- oder Beteiligungsstrategie fest. Die Regierung kann jedoch in begründeten Fällen von der Festlegung einer Eigner- oder Beteiligungsstrategie absehen (Art 16 Abs. 1 ÖUSG).
Diese im Rahmen des Öffentliche-Unternehmen-Steuerungs-Gesetz von der Regierung gemäß Art 16 ÖUSG erlassenen Eigner- oder Beteiligungsstrategien bindet lediglich die Organe der öffentlichen Unternehmen selbst. Es handelt sich bei diesen Eigner- oder Beteiligungsstrategie um ein Good Governance – Steuerungsmechanismus, der vorab von der Regierung vorgegeben wird und im Bedarfsfall jederzeit abgeändert werden kann.
Im Rahmen der festgelegten Eigner- oder Beteiligungsstrategie legt die strategische Führungsebene eine Unternehmensstrategie fest und überwacht deren Umsetzung durch die operativen Führungsebene des öffentlichen Unternehmens (Art 16 Abs. 3 ÖUSG).
Seit dem 1. Juli 2012 (LGBl 173/2012) hat die Regierung dem liechtensteinischen Landtag die festgelegten oder abgeänderten Eigner- oder Beteiligungsstrategien zur Kenntnisnahme vorzulegen (Art 16 Abs. 2 ÖUSG). Die Eigner- oder Beteiligungsstrategien sind von den öffentlichen Unternehmen elektronisch öffentlich zugänglich zu machen (Art 16 Abs. 2a ÖUSG). Der Landtag selbst kann auch die Regierung beauftragen, eine Eigner- oder Beteiligungsstrategie festzulegen oder abzuändern (Art. 16 Abs. 2b ÖUSG). Dabei ist die Regierung bei der Umsetzung des Auftrages an die Vorgaben des Landtages gebunden (Art. 16 Abs. 2c ÖUSG).

## Sanktionen
Die liechtensteinische Regierung kann, sofern ihr nicht in einem speziellen Gesetz diese Kompetenz genommen wurde, bei festgestellten Verstößen eines öffentlichen Unternehmens gegen Bestimmungen des ÖUSG oder andere spezialgesetzliche Bestimmungen den betroffenen Mitgliedern der strategischen Führungsebene eine angemessene Frist zur Wiederherstellung des rechtmäßigen Zustands einräumen (Art 25 Abs. 1 ÖUSG).
Die Regierung kann aber auch sofort strengere Maßnahmen setzen. Erfolgt nach einer Fristsetzung innerhalb der Frist keine Beseitigung des rechtswidrigen Zustands, muss die Regierung die betroffenen Mitglieder der strategischen Führungsebene abberufen und Neuwahlen vornehmen (Art 25 Abs. 2 ÖUSG).
Es bestehen Übergangsbestimmungen (Art 27 ÖUSG), nach denen das Gesetz vollständig erst ab 2013 in Kraft tritt.

## Aufbau des ÖUSG
Art 1 bis 3    Allgemeine Bestimmungen (Gegenstand, Zweck, Begriffe)
Art 4 bis 15 	Steuerung und Überwachung öffentlicher Unternehmen - Führungsebene
Art 16 bis 19	Steuerung und Überwachung öffentlicher Unternehmen - Kontrolle
Art 20 und 21	Steuerung und Überwachung öffentlicher Unternehmen - Effizienz
Art 22 und 23	Steuerung und Überwachung öffentlicher Unternehmen - Transparenz
Art 24 und 25 Aufsicht und Maßnahmen
Art 26 und 27 Übergangs- und Schlussbestimmungen
Art 28 		Inkrafttreten